# NGC 67
NGC 67 (również PGC 138159) – galaktyka soczewkowata (E/S0?), znajdująca się w gwiazdozbiorze Andromedy. Odkrył ją R.J. Mitchell – asystent Williama Parsonsa 7 października 1855 roku. Sąsiednia galaktyka eliptyczna (typ E3?) PGC 1185 nosi oznaczenie NGC 67A. NGC 67 i NGC 67A wraz z pobliskimi galaktykami NGC 68, NGC 69, NGC 70, NGC 71 i NGC 72 tworzą grupę skatalogowaną pod nazwą Arp 113 w Atlasie Osobliwych Galaktyk.

## Nazewnictwo
Większość katalogów i baz obiektów astronomicznych (np. SEDS, SIMBAD) identyfikuje te dwie galaktyki odwrotnie, czyli nazwę NGC 67 nosi galaktyka eliptyczna PGC 1185, zaś NGC 67A to PGC 138159. Jest to jednak identyfikacja niepoprawna, gdyż jak wynika z rysunku zamieszczonego w opublikowanej przez Parsonsa w 1861 roku monografii, za obiekt mgławicowy (nie znano wówczas pojęcia „galaktyka”) uznał on najbardziej na zachód wysuniętą galaktykę grupy (czyli PGC 138159), natomiast błędnie sądził, że PGC 1185 to gwiazda.